# Völkischer Beobachter
Völkischer Beobachter (česky Lidový pozorovatel) byly od roku 1920 stranické propagandistické noviny Národně socialistické německé dělnické strany (NSDAP). K významným šéfredaktorům patřili Dietrich Eckart, Alfred Rosenberg a Wilhelm Weiß. Do deníku přispíval i ministr propagandy za Třetí říše Joseph Goebbels, psal například o Americe nebo o Rusku.

## Nárůst počtu výtisků
Vycházely zpočátku týdně, od 8. února 1923 denně. V počátcích vydávání vycházel list zhruba v 8000 exemplářích, později se zájem začal zvyšovat a na podzim 1923 již měl asi 25 000 výtisků. Po Hitlerově neúspěšném puči 9. listopadu 1923 byl zakázán, po jeho propuštění byl znovu obnoven v roce 1925.
1931 již měly noviny asi 120 000 výtisků denně, 1944 to bylo již dokonce 1,7 milionů. List přestal vycházet v dubnu 1945.

## Digitalizace
V roce 2017 nebyl dostupný digitalizovaný soubor Völkischer Beobachter, pouze jednotlivé stránky nebo výtisky.